# Agastache rugosa
Agastache rugosa o menta coreana es una especie de planta medicinal y planta ornamental perteneciente a la familia Lamiaceae. Se encuentra desde el este de Rusia hasta Taiwán, y es una de las 50 hierbas fundamentales usadas en la medicina tradicional china..

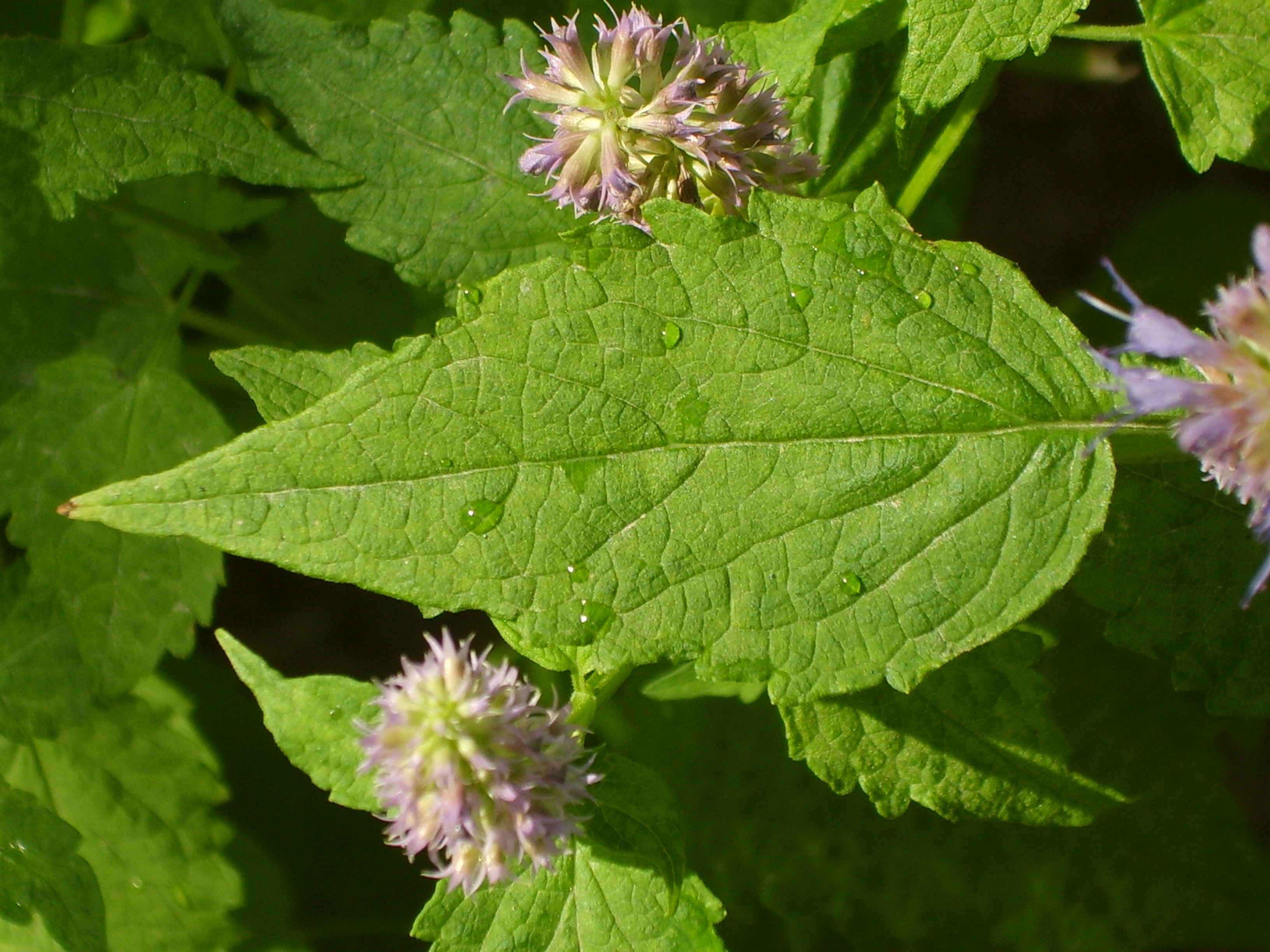
Detalle de la hoja

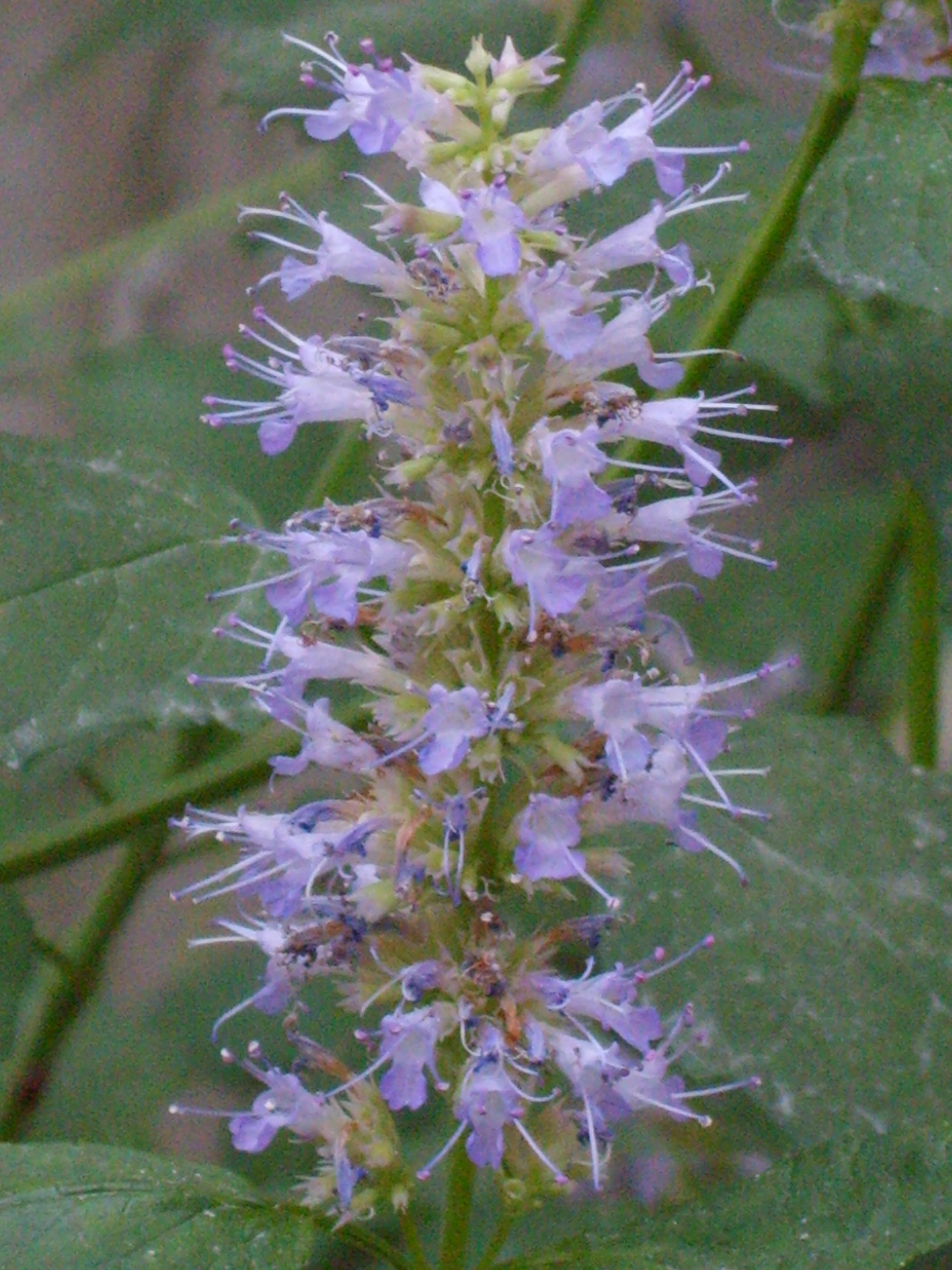
Inflorescencia

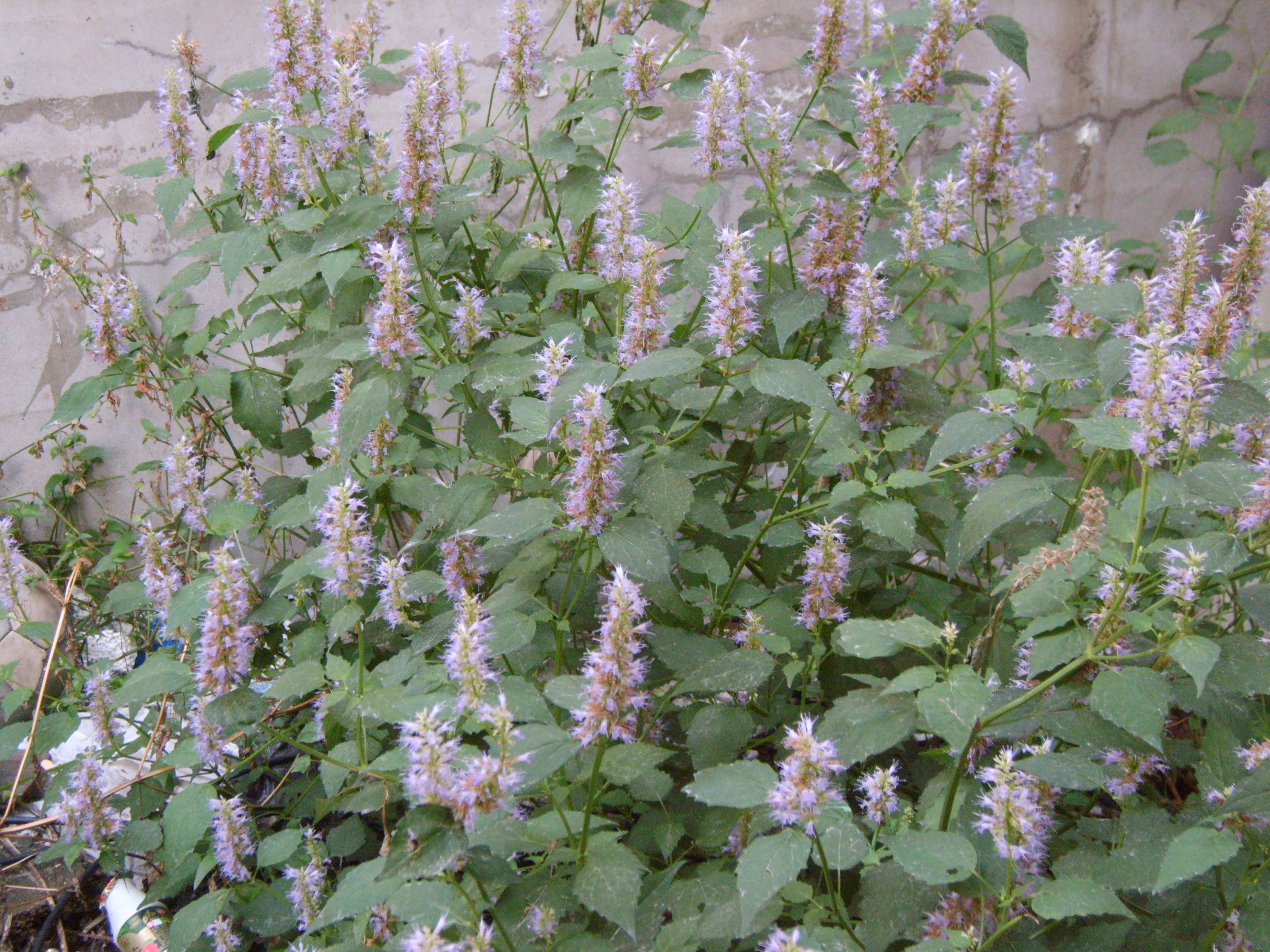
Vista de la planta

## Descripción
Tiene tallos erectos, que alcanza un tamaño de 0.5-1.5 m de altura, y 7-8 mm de diámetro. Finamente pubescentes hacia arriba, glabra la base. Hojas reducidas gradualmente hacia arriba; pecíolo 1.5-3.5 cm; limbo cordiforme-ovadas a oblongo-lanceoladas, de 4.5-11 × 3-6.5 cm, adaxialmente subglabras, envés puberulentas, base cuneada o rara vez, margen serrado, ápice acuminado. Las inflorescencias en espigas compactas, cilíndricas, 2.5-12 × 1.8-2.5 cm, hojas florales lanceoladas lineales. Cáliz ± púrpura o rojo-púrpura, tubular-obconical, de 8 x 2 mm. Los frutos son núculas de color marrón, ovoide-oblongas, de 1,8 x 1,1 mm, adaxialmente acanalado. Fl. jun-sep, fr. septiembre a noviembre.

## Distribución y hábitat
Está ampliamente distribuida, pero cultivada como planta medicinal en China, Japón, Corea, Rusia y América del Norte.

## Propiedades
Se usa medicinalmente para el dolor abdominal y como la fuente de un aceite esencial.
Su nombre chino es: huò xiāng (藿香) es una de las 50 hierbas fundamentales usadas en la medicina tradicional china.
Los compuestos químicos de la planta incluyen:
- Estragol,  planta
- p-Anisaldehyda, planta
- 4-methoxycinnamaldehyda,[6]  raíz
- Pachypodol, hoja
- Methylchavicol (60.01-88.43%),
- d-Limoneno
- Caryophylleno
- Ácido hexadecanoico
- Ácido linoleico
- Octahydro-7-methyl-methylene-4-(1-methylethyl)-1H-cyclopenta [1,3] cyclopropa[1,2]benzene[7]

La planta es antibacterial, antifúngico, antipirética, aromático, anticancerosa, carminativa, diaforética, febrífuga, refrigerante, y estomáquica, entre otras propiedades.
En la Medicina tradicional china se utiliza para pulmón, bazo y estómago. Para la humedad que dificulta el funcionamiento del bazo y del estómago y provoca náuseas, vómitos, mareos matinales, hinchazón, dilatación, congestión de pecho e inapetencia. No usar si se siente calor en el estómago.

## Taxonomía
Agastache rugosa fue descrita por (Fisch. & C.A.Mey.) Kuntze y publicado en Revisio Generum Plantarum 2: 511. 1891.
Etimología
Agastache: nombre genérico que deriva de las palabras griegas: agan =  "mucho" y stachys =  "una mazorca de maíz o de trigo" que tienen muchos picos.
rugosa: epíteto latino que significa "rugosa".
Sinonimia
- Lophanthus rugosus Fisch. & C.A.Mey. (1835). basónimo
- Agastache lophanthus Kuntze (1891).
- Elsholtzia monostachys H. Lév. & Vaniot (1910).
- Lophanthus argyi H. Lév. (1913).
- Lophanthus formosanus Hayata (1919).
- Agastache formosana (Hayata) Hayata ex Makino & Nemoto (1931).
- Agastache rugosa f. alba Y.N.Lee (2005).[11][12]